# Lys Assia

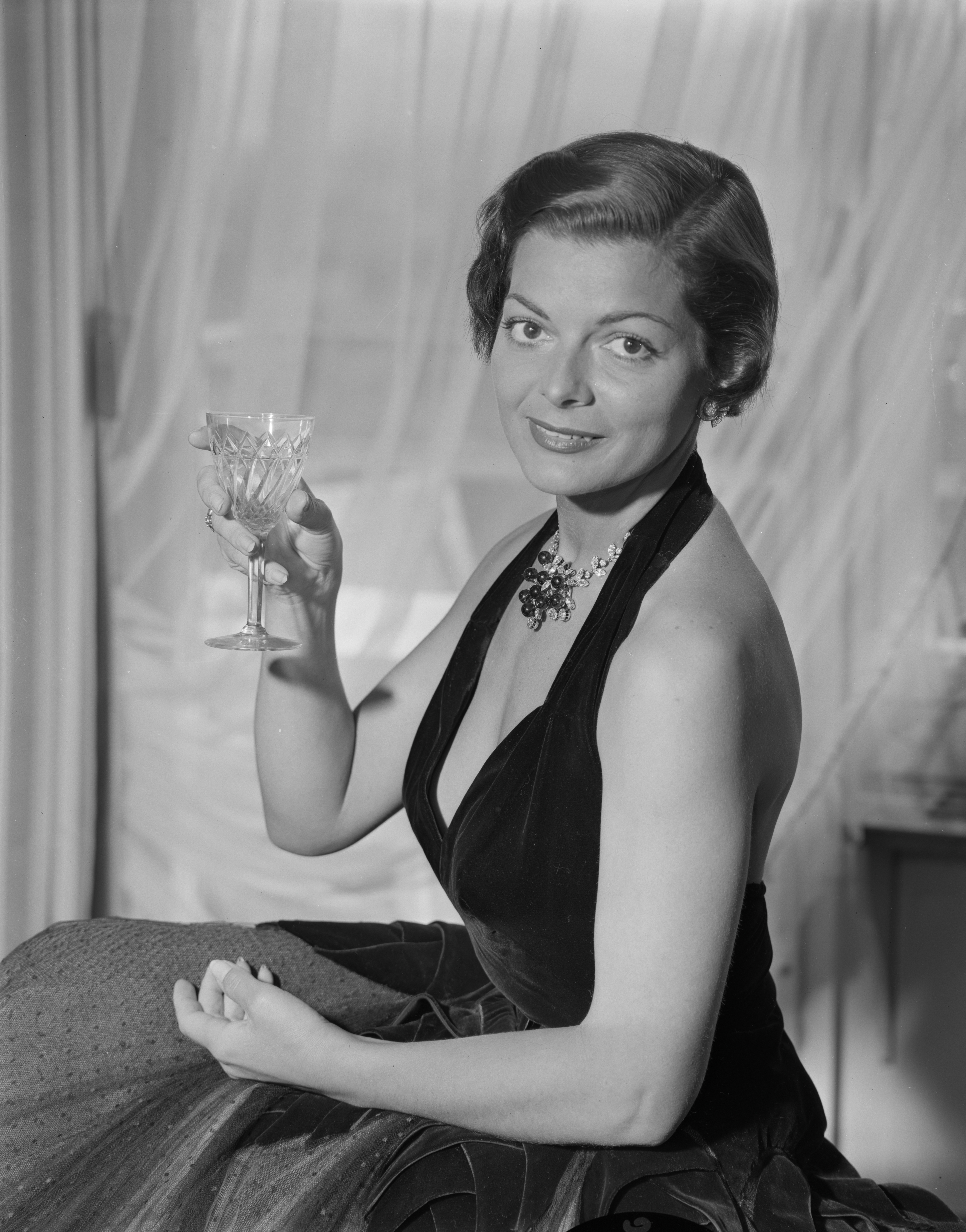
Lys Assia, Foto: Comet Photo, Bildarchiv ETH-Bibliothek Zürich, 1950

Lys Assia [ˈliːs ˈasjɐ] (* 3. März 1924 in Rupperswil, bürgerlich Rosa Mina Schärer; † 24. März 2018 in Zollikerberg) war eine Schweizer Schlagersängerin, die auch in einigen Filmen auftrat. Im Jahr 1956 war sie mit dem Lied Refrain die erste Gewinnerin des Grand Prix Eurovision de la Chanson, des heutigen Eurovision Song Contests.

## Leben
Lys Assia kam 1924 als Tochter von Frederic Schärer, Betreiber eines Installationsgeschäfts, und seiner Frau, einer geborenen von Rodel, zur Welt. Sie wuchs mit ihren elf älteren Geschwistern in Zürich auf, nahm als Kind Ballettunterricht und besuchte später das Konservatorium und die Kunstakademie. Als Tänzerin debütierte sie sechzehnjährig im Zürcher Corso-Palast. Als Mitglied des Riva-Balletts wirkte sie im Zweiten Weltkrieg bei der Betreuung französischer Truppen mit. Erste Auftritte als Sängerin folgten in Nizza. Als die Schallplattenfirma His Master’s Voice 1942 in der Schweiz nach neuen Stimmen suchte, fiel die Wahl auch auf Assia, und sie erhielt ihren ersten Plattenvertrag.

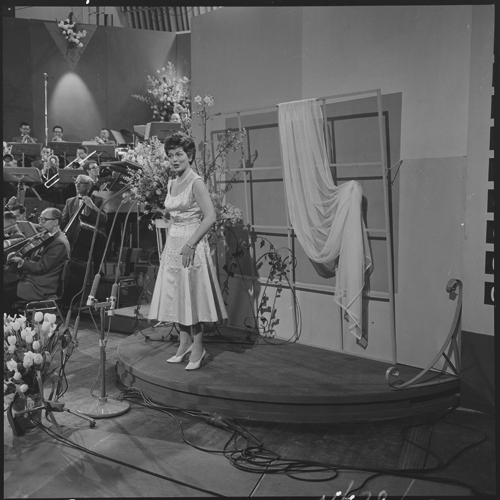
Lys Assia beim Eurovision Song Contest 1958 in Hilversum

Nach dem Krieg unternahm sie ihre ersten Auslandstourneen und bekam in Paris die Gelegenheit, für die erkrankte Josephine Baker einzuspringen. Sie tat das so überzeugend, dass sie weiter in der Show mitwirken durfte. Den deutschen Plattenmarkt eroberte Assia 1950 mit dem Titel O mein Papa aus der Operette Das Feuerwerk (der hochdeutschen Fassung des Schweizer Lustspiels Der schwarze Hecht) von Paul Burkhard. 1956 war sie die erste Gewinnerin des Grand Prix Eurovision de la Chanson mit dem Lied Refrain, für das sie auch eine Goldene Schallplatte erhielt. Im Folgejahr 1957 trat sie wieder an, belegte hier aber den vorletzten Platz. 1958 trat sie erneut an und wurde Zweite.

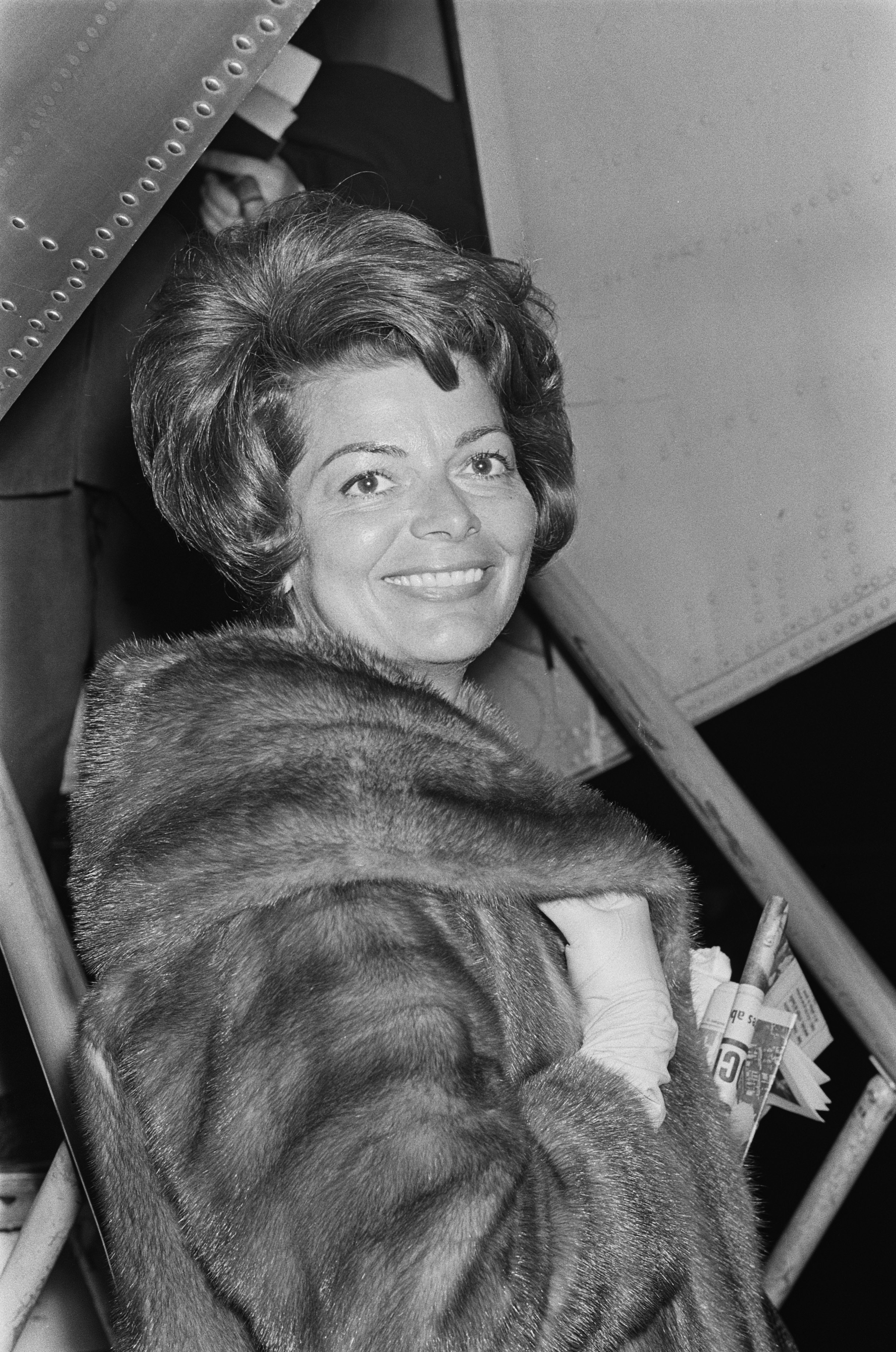
Lys Assia (1963)

Am 11. Januar 1957 heiratete sie in Zürich Johann Heinrich Kunz. Während der neun Monate dauernden Ehe mit ihrem todkranken Gatten war sie auf der Höhe ihrer Karriere im In- und vor allem im Ausland. In Deutschland gehörte sie zu den erfolgreichsten Sängerinnen. In der Schweiz gehörte sie zu den Interpretinnen der Lieder des Komponisten Artur Beul. Bis 1964 veröffentlichte sie bei Telefunken-Decca und zwischendurch bei Philips regelmässig Platten. Mit Sterne von Syrakus wurde sie im Herbst 1962 letztmals in den deutschen Hitlisten geführt.
Mit ihrem zweiten Mann, dem dänischen Generalkonsul und Multimillionär Oscar Pedersen, siedelte sich Assia in dessen Heimat an und betrieb mit ihm Hotels in Europa, Japan und Südamerika. Nach seinem Unfalltod im Jahr 1995 ließ sie sich in Südfrankreich nieder, kehrte aber später nach Deutschland zurück und stieg erneut ins Showgeschäft ein. Unter anderem gab sie im Februar 2002 ein Konzert in der Friedrich-Ebert-Halle in Hamburg und hatte im März 2002 ein längeres Gastspiel im Theater Madame Lothár in Bremen. Sie lebte in Erlenbach am Zürichsee.
2003 brachte sie eine CD mit vierzehn Liedern heraus. Daraus wurden Manchmal hilft ein kleines Lied und Sehnsucht nach dir ausgekoppelt. 2005 wurde die Single Rom lag im Schnee veröffentlicht, ein Vorbote ihres neuen Albums Lady in Blue, das acht neu aufgenommene Oldies, zehn neue und die beiden Auskopplungen vom Album Sehnsucht nach dir enthielt. Ihre anschließende Auskopplung Wieder nach Athen wurde ein Erfolg. Mit Refrain tourte sie zum 50. Jubiläum des Grand Prix durch Europa. Sie war Ehrengast in der Jubiläumsshow in Kopenhagen und bei der deutschen Vorentscheidung zum Grand Prix 2006 in Hamburg.
Bei der schweizerischen Vorentscheidung zum Grand Prix der Volksmusik 2007 erhielt der Titel Sag mir wo wohnen die Engel, den Assia zusammen mit Beatrice Egli vortrug, die meisten Stimmen. Beim internationalen Finale des Grand Prix der Volksmusik in Wien erreichte sie damit den zwölften von 16 Plätzen. Für ihr Scheitern machte sie in Presse und TV ihre Gesangspartnerin verantwortlich.
2008 eröffnete sie zusammen mit den beiden Moderatoren das Voting für das zweite Halbfinale des Eurovision Song Contest in Belgrad. Beim Eurovision Song Contest 2009 in Moskau überreichte sie dem Gewinner, Alexander Rybak, die Siegertrophäe.
Der Schweizer Regisseur Andres Brütsch drehte 2011 eine Filmbiografie über sie.

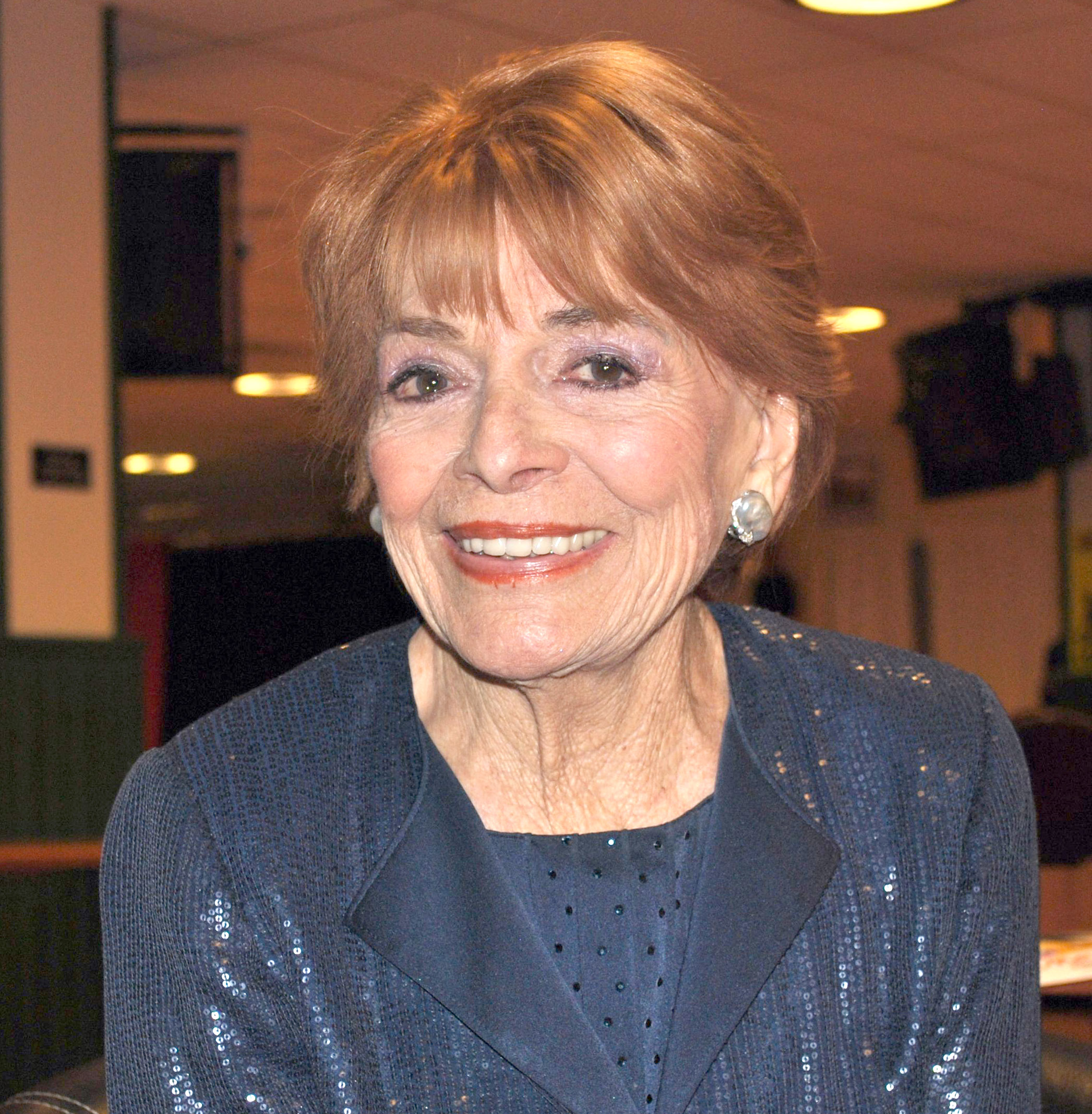
Lys Assia (2012)

Im September 2011 präsentierte sie zusammen mit Ralph Siegel den Beitrag C’était ma vie für den Schweizer Vorentscheid zum Eurovision Song Contest 2012 im aserbaidschanischen Baku. Auch 2013 wollte Assia am ESC in Malmö teilnehmen. Sie bewarb sich gemeinsam mit den vier Rappern der Berner Band New Jack mit dem Beitrag All in your head für den Vorentscheid der Schweiz, allerdings vergeblich. Der Titel stammte ebenfalls von Ralph Siegel.
Assia starb am 24. März 2018 im Alter von 94 Jahren im Spital Zollikerberg.

## Diskografie

Lys Assia – O mein Papa

### Alben
- 2003 Sehnsucht nach Dir, Schloss Records 95-013: Acht neu aufgelegte Oldies: O mein Papa, Jolie Jacqueline, Wenn die Glocken hell erklingen, Que sera (was kann schöner sein), Ein Schiff wird kommen, Refrain, Schwedenmädel, O mein Papa (2005 Dance Version), sowie fünf neue Titel: Sehnsucht nach Dir, Mich ruft die Heimat, Manchmal hilft ein kleines Lied, Madre und Ich denk an Dich
- 2005 Lady in Blue, Rubin Records 169.420: Acht neu aufgelegte Oldies: O mein Papa, Refrain, Schwedenmädel, Jolie Jacqueline, Eine weiße Hochzeitskutsche, Ein Schiff wird kommen, Wenn die Glocken hell erklingen und Que sera (was kann schöner sein) sowie 12 neue Titel: Träume in Blue, Der Clown, Sehnsucht nach Dir, Tief in mir, Manchmal hilft ein kleines Lied, Ich denk an Dich, Mach Deine Liebe zum Evergreen, Dein Herz muss glücklich sein, Wieder nach Athen, Die weißen Segel, Rom lag im Schnee und Lady in Blue (Dänische Version)
- 2008 Refrain des Lebens, Cariblue Best.nr. 14030-2 (auch Vertrieb Rubin Records)

### Singles
| Jahr | Titel Album                           | Höchstplatzierung, Gesamtwochen, AuszeichnungChartsChartplatzierungen (Jahr, Titel, Album, Platzierungen, Wochen, Auszeichnungen, Anmerkungen) | Anmerkungen                       |
| Jahr | Titel Album                           | DE | Anmerkungen                       |
| ---- | ------------------------------------- | --- | --------------------------------- |
| 1954 | Wenn du mal Heimweh hast –            | DE19 (4 Wo.)DE |                                   |
| 1954 | Kleines weißes Haus –                 | DE17 (4 Wo.)DE |                                   |
| 1954 | Schweden-Mädel –                      | DE1 (24 Wo.)DE | mit Fred Weyrich und den Peheiros |
| 1954 | Oh mein Papa –                        | DE4 (20 Wo.)DE |                                   |
| 1954 | Hollandmädel –                        | DE6 (24 Wo.)DE |                                   |
| 1955 | Du bist Musik für mich –              | DE24 (4 Wo.)DE |                                   |
| 1955 | Schiffsjungentanz –                   | DE18 (4 Wo.)DE |                                   |
| 1955 | Jolie Jacqueline –                    | DE10 (12 Wo.)DE |                                   |
| 1955 | Arrivederci, Roma –                   | DE1 (36 Wo.)DE | Decca                             |
| 1955 | Nachts in Paris –                     | DE26 (4 Wo.)DE | mit Die Sunshines & Die Toledos   |
| 1955 | Monsieur Taxi-Chauffeur –             | DE20 (12 Wo.)DE | mit Die Sunshines & Die Toledos   |
| 1956 | Gelbe Rose dort in Texas –            | DE6 (8 Wo.)DE |                                   |
| 1956 | Wenn der Pierre tanzt mit Madeleine – | DE10 (8 Wo.)DE |                                   |
| 1956 | Was kann schöner sein –               | DE3 (28 Wo.)DE | Decca                             |
| 1956 | Meine Mama –                          | DE21 (4 Wo.)DE |                                   |
| 1957 | Ich sage dir adieu –                  | DE12 (12 Wo.)DE |                                   |
| 1957 | Deine Liebe –                         | DE15 (16 Wo.)DE | Decca                             |
| 1958 | Melodie d’amour –                     | DE21 (4 Wo.)DE | Decca                             |
| 1958 | Giorgio –                             | DE30 (4 Wo.)DE |                                   |
| 1959 | Wenn die Glocken hell erklingen –     | DE7 (24 Wo.)DE | Telefunken                        |
| 1960 | La golondrina –                       | DE29 (4 Wo.)DE | Telefunken                        |
| 1961 | Johnny, nimm das Heimweh mit –        | DE27 (12 Wo.)DE |                                   |
| 1962 | Die Sterne von Syrakus –              | DE31 (24 Wo.)DE | Telefunken                        |

Weitere Singles
- 1957: Mi casa su casa (Decca)
- 2003: Manchmal hilft ein kleines Lied (Schloss Records 90-112)
- 2003: Sehnsucht nach Dir (Promosingle, Rubin Records 0310012)
- 2004: Rom lag im Schnee (Rubin Records 161.152)
- 2005: Wieder nach Athen (Rubin Records 161.157)
- 2009: Refrain des Lebens (Cariblue)

## Filmografie
- 1952: Palast Hotel (Palace Hotel)
- 1952: Illusion in Moll
- 1953: Die Kaiserin von China
- 1953: Schlagerparade
- 1954: Ball der Nationen
- 1955: Ein Mann vergißt die Liebe
- 1956: Die Fischerin vom Bodensee

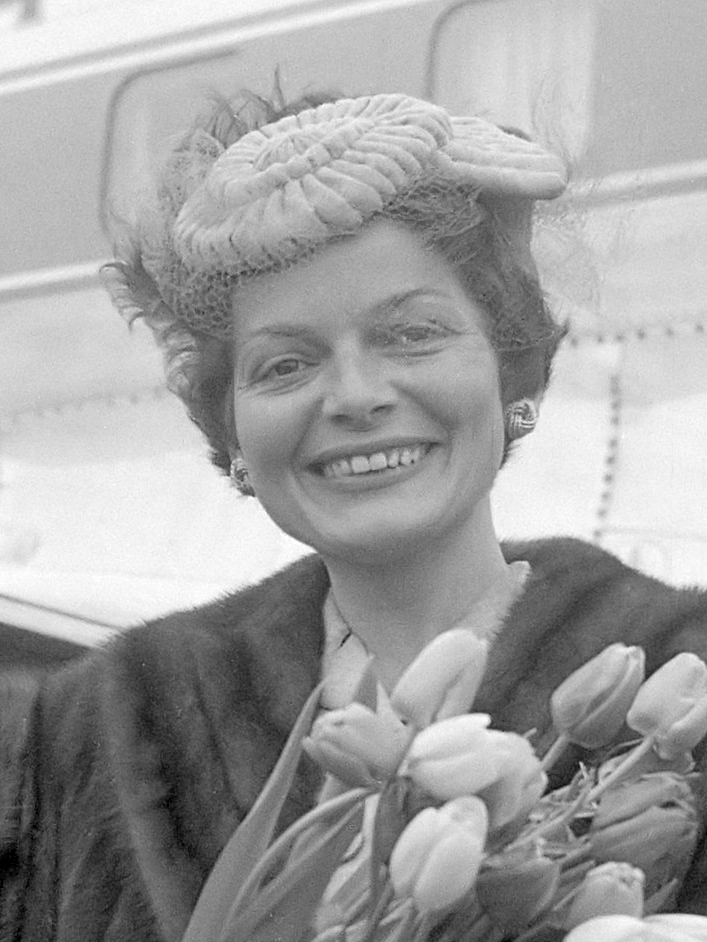
Lys Assia (1957)

- 1956: In allen Gassen wohnt das Glück (Oberstadtgass)
- 1957: Die Beine von Dolores
- 1957: Es wird alles wieder gut
- 1957: Weiße Nächte (Le notti bianche)
- 1962: Haifischbar (TV-Serie)